# Obiteljsko poljoprivredno gospodarstvo
Obiteljsko poljoprivredno gospodarstvo (skraćeno OPG) je fizička osoba ili skupina fizičkih osoba članova zajedničkog kućanstva, koje obavljaju poljoprivrednu djelatnost na poljoprivrednom gospodarstvu koristeći se vlastitim ili unajmljenim proizvodnim jedinicama. Jedan je od značenja pojma poljoprivrednika u smislu Zakona o poljoprivredi Republike Hrvatske. Na OPG-u su dopuštene dopunske djelatnosti. U njih spadaju djelatnosti povezane s poljoprivredom koje omogućavaju bolje korištenje proizvodnih kapaciteta i radne snage članova OPG-a te stjecanje dodatnog dohotka na OPG-u. Ne smije se obavljati pojedina vrsta dopunske djelatnosti ako je nositelj ili član registriran za istu vrstu djelatnosti, odnosno zakonski zastupnik pravne osobe ili ima većinski udjel u pravnoj osobi registriranoj za istu djelatnost. OPG, koji na tržištu prodaje vlastite poljoprivredne proizvode, a koje je proizveo na poljoprivrednom gospodarstvu, obvezan je upisati se u Upisnik poljoprivrednika.
Riječ je o nacionalnom projektu »OPGovi Hrvatske« kojeg provodi udruga Inovativni projekti iz Rijeke i Hrvatska zajednica županija. Ista funkcionira kao neprofitna web platforma kojoj je za cilj obuhvatiti svih 162.966 OPG-ova na području 20 županija i Grada Zagreba. Temeljna svrha ove platforme je samostalna izrada i upravljanje vlastitom stranicom za svaki pojedini hrvatski OPG.

## Registracija objekta u poslovanju s hranom životinjskog podrijetla
Osim obveze upisa u Upisnik poljoprivrednih gospodarstava ako se OPG odluči baviti proizvodnjom i prodajom proizvoda životinjskog porijeka mora zatražiti registraciju objekta u poslovanju s hranom životinjskog porijekla na stranicama Uprave za veterinarstvo i sigurnost hrane ministarstva poljoprivrede Republike Hrvatske.
Ministarstvo poljoprivrede Republike Hrvatske i Večernji list izabiru najbolje OPG-ove u projektu Zlata vrijedan.